# Wonder World Tour
A Wonder World Tour foi uma turnê musical da artista americana Miley Cyrus. É a segunda turnê, porém, a primeira a nível mundial e também a primeira que não incluía seu alter ego ficcional Hannah Montana.
Ela era promovida pela AEG Live, e passou pelos Estados Unidos, Reino Unido e Irlanda. A sua setlist traz músicas do álbum debut de Cyrus, intitulado Meet Miley Cyrus, do segundo álbum, Breakout, da trilha sonora de Hannah Montana: O Filme, e do EP The Time Of Our Lives. Os concertos da turnê eram, geralmente, em arenas. Do ponto de vista de Cyrus, a turnê é mais "selvagem" e "louca" do que a Best of Both Worlds Tour. Ela queria realizar uma turnê mais madura para tornar-se popular entre todas as idades e conseguiu.
Contando-se a partir de setembro e indo até dezembro, foram arrecadados mais de $45.2 milhões de dólares na bilheteria em apenas 45 apresentações, apenas nos shows dos Estados Unidos, como divulgado pela AEG Live, a promotora da turnê. No total, foram arrecadados um total de $67,159,793 milhões de dólares em apenas 56 apresentações.
A performance de maior destaque foi filmada durante um dos cinco shows feitos na O2 Arena, em Londres, e foi ao ar em um especial de uma hora, intitulado Miley Cyrus: Live From London, exibido no dia 18 de Junho de 2010 pela rede de TV ABC. Este especial foi assistido por mais de 2.7 milhões de telespectadores. O concerto completo está disponível na Deluxe Edition do 3º álbum de estúdio de Cyrus, Can't Be Tamed, lançado no dia 22 de Junho de 2010, com uma versão em Blu-ray que será lançada no inverno de 2010. Essa é a primeira e última turnê de Cyrus com músicas de Hannah Montana, tais como Let's Get Crazy e Hoedown Throwdown.

## Abertura
A abertura de todos os shows foram feitas pela banda Metro Station. A seguir, o setlist de canções apresentados pela banda:
1. "Wish We Were Older"
2. "California"
3. "Now That We're Done"
4. "Kelsey"
5. "Japanese Girl"
6. "Control"
7. "Seventeen Forever"
8. "Shake It"

## Setlist
1. "Breakout"
2. "Start All Over"
3. "7 Things"
4. "Kicking and Screaming"
5. "Bottom of the Ocean"

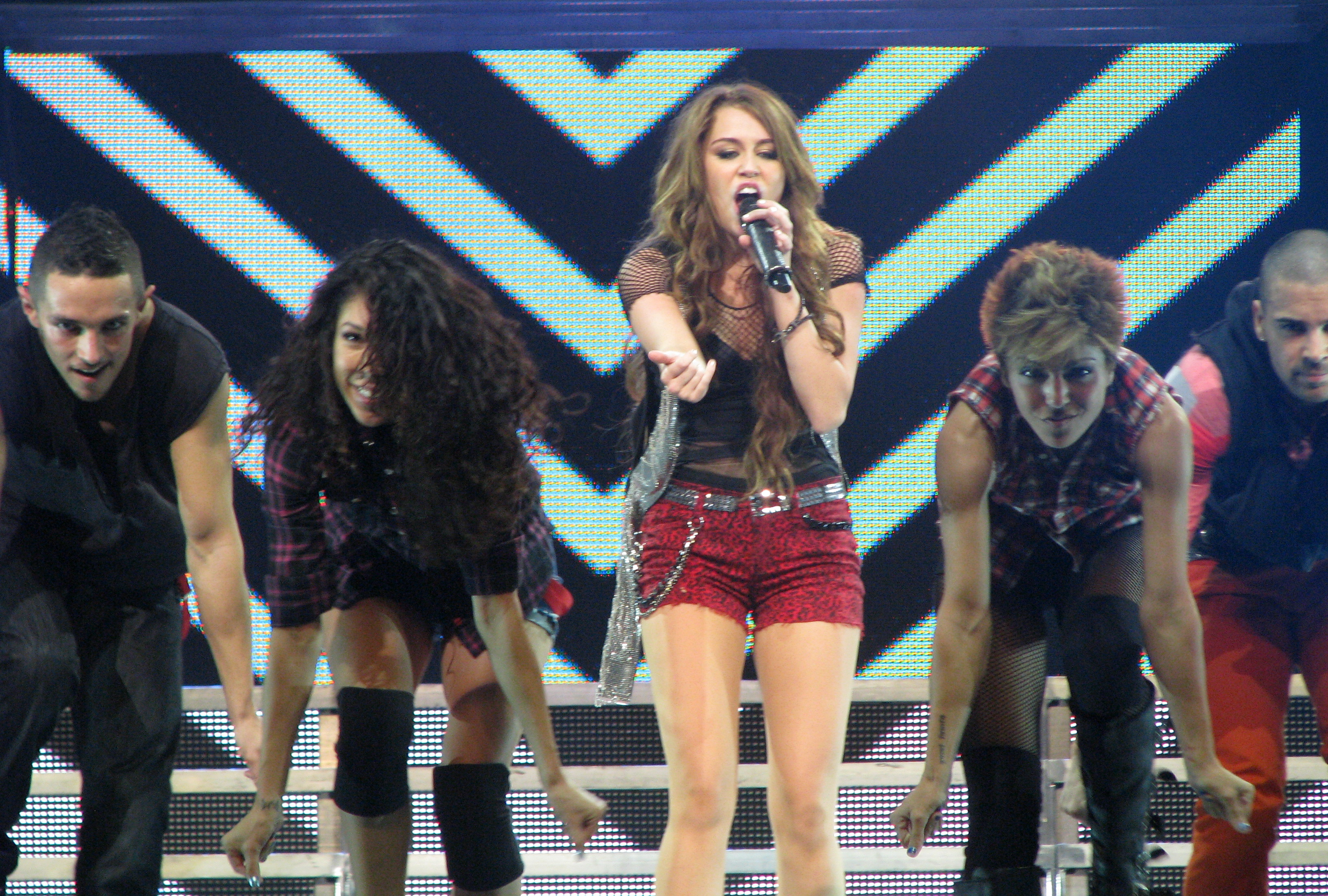
Miley Cyrus cantando a música "Spotlight" na Wonder World Tour.

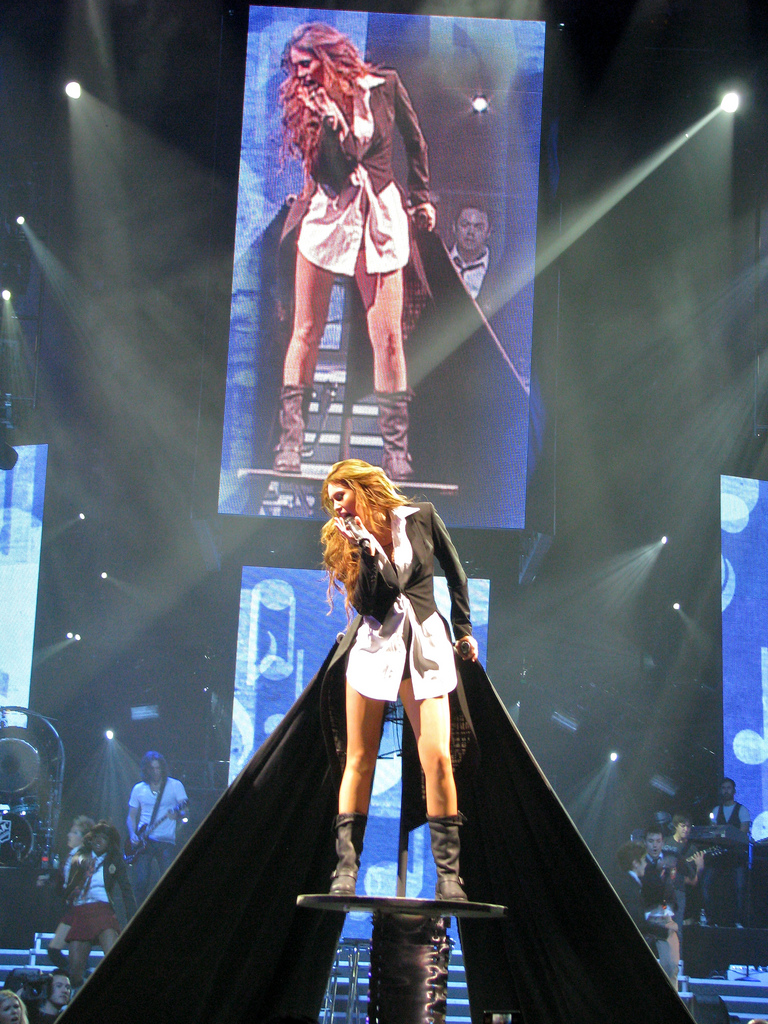
Miley Cyrus cantando "Simple Song" na wonder World Tour.

6. "Fly on the Wall"/"Thriller" (a performance rápida de Thriller foi um tributo para Michael Jackson, o mesmo que morreu em 2009, ano da turnê)
7. "Let's Get Crazy"
8. "Hoedown Throwdown"
9. "These Four Walls"
10. "When I Look at You"
11. "Obsessed"
12. "Spotlight"
13. "G.N.O. (Girl's Night Out)"
14. "I Love Rock 'N Roll" (cover de The Arrows, a performance faz referência ao video de Britney Spears)
15. "Party in the U.S.A."
16. "Wake Up America"  (até o dia 9 de outubro)
17. "Hovering" (a partir do dia 10 de outubro)
18. "Simple Song"

Encore
1. "See You Again"
2. "The Climb"

## Músicas Adicionais
- "Wake Up America" (Até 09 de Outubro)
- "Hovering" (A Partir de 10 de Outubro)
- "Can't Be Tamed" (Somente no Rock In Lisboa)
- "The Driveway" (Somente no [[Rock In Lisboa])
- "Robot" (Somente no Rock In Lisboa)
- "Cherry Bomb / Bad Reputation" (Somente no Rock In Lisboa)
- "Full Circle" (Somente no Rock In Lisboa)
- "My Heart Beats For Love" (Somente no Rock In Lisboa)

## Gravação do DVD
Durante o show do dia 20 de Dezembro de 2009 na O2 Arena, em Londres, Miley anunciou que o show estava sendo gravado para o DVD da "Wonder World Tour", que seria lançado em Abril ou Maio de 2010. Miley disse da seguinte forma: "Cantem essa música bem alto porque esse show está sendo gravado para o meu DVD". Este DVD está em uma edição especial (Deluxe Edition) do seu novo álbum, Can't Be Tamed.

## Datas
| Data                    | Região            | País           | Local                      |
| ----------------------- | ----------------- | -------------- | -------------------------- |
| América do Norte        |                   |                |                            |
| 14 de Setembro de 2009  | Portland          | Estados Unidos | Rose Garden                |
| 16 de Setembro de 2009  | Tacoma            | Estados Unidos | Tacoma Dome                |
| 18 de Setembro de 2009  | Oakland           | Estados Unidos | Oracle Arena               |
| 20 de Setembro de 2009  | San Jose          | Estados Unidos | HP Pavilion                |
| 22 de Setembro de 2009  | Los Angeles       | Estados Unidos | Staples Center             |
| 23 de Setembro de 2009  | Anaheim           | Estados Unidos | Honda Center               |
| 25 de Setembro de 2009  | Glendale          | Estados Unidos | Jobing.com Arena           |
| 26 de Setembro de 2009  | Las Vegas         | Estados Unidos | Thomas & Mack Center       |
| 29 de Setembro de 2009  | Salt Lake City    | Estados Unidos | EnergySolutions Arena      |
| 6 de Outubro de 2009    | Auburn Hills      | Estados Unidos | The Palace of Auburn Hills |
| 7 de Outubro de 2009    | Colombo           | Estados Unidos | Nationwide Arena           |
| 9 de Outubro de 2009    | Des Moines        | Estados Unidos | Wells Fargo Arena          |
| 10 de Outubro de 2009   | Milwaukee         | Estados Unidos | Bradley Center             |
| 12 de Outubro de 2009   | Tulsa             | Estados Unidos | BOK Center                 |
| 13 de Outubro de 2009   | Omaha             | Estados Unidos | Qwest Omaha Center         |
| 15 de Outubro de 2009   | San Antonio       | Estados Unidos | AT&T Center                |
| 17 de Outubro de 2009   | Kansas City       | Estados Unidos | Sprint Center              |
| 18 de Outubro de 2009   | Dallas            | Estados Unidos | American Airlines Center   |
| 20 de Outubro de 2009   | New Orleans       | Estados Unidos | New Orleans Arena          |
| 21 de Outubro de 2009   | Memphis           | Estados Unidos | FedExForum                 |
| 23 de Outubro de 2009   | Birmingham        | Estados Unidos | BJCC Arena                 |
| 24 de Outubro de 2009   | North Little Rock | Estados Unidos | Verizon Arena              |
| 27 de Outubro de 2009   | Chicago           | Estados Unidos | United Center              |
| 28 de Outubro de 2009   | St. Louis         | Estados Unidos | Center Scottrade           |
| 29 de Outubro de 2009   | Minneapolis       | Estados Unidos | Target Center              |
| 31 de Outubro de 2009   | Louisville        | Estados Unidos | Liberdade Hall             |
| 1 º de Novembro de 2009 | Lexington         | Estados Unidos | Rupp Arena                 |
| 3 de Novembro de 2009   | Washington, DC    | Estados Unidos | Verizon Center             |
| 4 de Novembro de 2009   | Filadélfia        | Estados Unidos | Wachovia Center            |
| 5 de Novembro de 2009   | University Park   | Estados Unidos | Bryce Jordan Center        |
| 7 de Novembro de 2009   | Newark            | Estados Unidos | Prudential Center          |
| 8 de Novembro de 2009   | Newark            | Estados Unidos | Prudential Center          |
| 9 de Novembro de 2009   | Boston            | Estados Unidos | TD Banknorth Garden        |
| 12 de Novembro de 2009  | Hartford          | Estados Unidos | XL Center                  |
| 15 de Novembro de 2009  | Cleveland         | Estados Unidos | Quicken Loans Arena        |
| 16 de Novembro de 2009  | Indianapolis      | Estados Unidos | Conseco Fieldhouse         |
| 18 de Novembro de 2009  | Uniondale         | Estados Unidos | Nassau Coliseum            |
| 19 de Novembro de 2009  | Uniondale         | Estados Unidos | Nassau Coliseum            |
| 22 de Novembro de 2009  | Greensboro        | Estados Unidos | Greensboro Coliseum        |
| 24 de Novembro de 2009  | Charlotte         | Estados Unidos | Time Warner Cable Arena    |
| 25 de Novembro de 2009  | Nashville         | Estados Unidos | Sommet Center              |
| 28 de Novembro de 2009  | Columbia          | Estados Unidos | Colonial Life Arena        |
| 29 de Novembro de 2009  | Atlanta           | Estados Unidos | Philips Arena              |
| 1 de Dezembro de 2009   | Tampa             | Estados Unidos | St. Pete Times Forum       |
| 2 de Dezembro de 2009   | Miami             | Estados Unidos | American Airlines Arena    |
| Europa                  |                   |                |                            |
| 13 de Dezembro de 2009  | Londres           | Inglaterra     | The O2 Arena               |
| 14 de Dezembro de 2009  | Londres           | Inglaterra     | The O2 Arena               |
| 16 de Dezembro de 2009  | Dublin            | Irlanda        | The O2                     |
| 17 de Dezembro de 2009  | Dublin            | Irlanda        | The O2                     |
| 19 de Dezembro de 2009  | Londres           | Inglaterra     | The O2 Arena               |
| 20 de Dezembro de 2009  | Londres           | Inglaterra     | The O2 Arena               |
| 22 de Dezembro de 2009  | Birmingham        | Inglaterra     | LG Arena                   |
| 23 de Dezembro de 2009  | Birmingham        | Inglaterra     | LG Arena                   |
| 27 de Dezembro de 2009  | Manchester        | Inglaterra     | Evening News Arena         |
| 28 de Dezembro de 2009  | Manchester        | Inglaterra     | Evening News Arena         |
| 29 de Dezembro de 2009  | Londres           | Inglaterra     | The O2 Arena               |
| 29 de Maio de 2010      | Lisboa            | Portugal       | Rock in Rio                |
| 6 de Junho de 2010      | Madrid            | Espanha        | Rock in Rio                |

## Ingressos e Lucros
| Local                    | Cidade                                                       | Ingressos vendidos     | Dinheiro arrecadado |
| ------------------------ | ------------------------------------------------------------ | ---------------------- | ------------------- |
| Rose Garden              | Portland (Oregon)\|align="center"\|10,917 / 11,787 (93%)     | $728,328               |                     |
| Tacoma Dome              | Seattle                                                      | 15,242 / 15,920 (96%)  | $1,033,221          |
| Oracle Arena             | Oakland                                                      | 13,881 / 14,480 (96%)  | $901,747            |
| HP Pavilion              | San Jose                                                     | 13,100 / 13,918 (94%)  | $835,071            |
| Staples Center           | Los Angeles                                                  | 14,584 / 14,584 (100%) | $1,055,388          |
| Honda Center             | Anaheim                                                      | 12,638 / 12,638 (100%) | $956,981            |
| Jobing.com Arena         | Glendale                                                     | 13,755 / 13,755 (100%) | $993,003            |
| Thomas & Mack Center     | Las Vegas                                                    | 11,426 / 12,512 (91%)  | $718,706            |
| EnergySolutions Arena    | Salt Lake City                                               | 10,885 / 12,525 (87%)  | $937,265            |
| Palace of Auburn Hills   | Auburn Hills                                                 | 16,142 / 16,142 (100%) | $1,090,009          |
| Nationwide Arena         | Columbus                                                     | 14,191 / 15,135 (94%)  | $972,592            |
| Wells Fargo Arena        | Des Moines                                                   | 14,174 / 14,174 (100%) | $1,005,453          |
| Bradley Center           | Milwaukee                                                    | 15,335 / 15,335 (100%) | $1,043,433          |
| BOK Center               | Tulsa                                                        | 13,151 / 14,063 (94%)  | $937,265            |
| Qwest Center             | Omaha                                                        | 13,249 / 15,092 (88%)  | $928,176            |
| AT&T Center              | San Antonio                                                  | 15,523 / 15,523 (100%) | $1,059,159          |
| Sprint Center            | Kansas City                                                  | 15,525 / 15,525 (100%) | $1,111,178          |
| American Airlines Center | Dallas                                                       | 15,102 / 15,102 (100%) | $1,039,489          |
| New Orleans Arena        | New Orleans                                                  | 15,359 / 15,359 (100%) | $1,029,841          |
| FedExForum               | Memphis (Tennessee)\|align="center"\|12,256 / 13,010 (94%)   | $864,662               |                     |
| BJCC Arena               | Birmingham                                                   | 14,527 / 14,527 (100%) | $1,012,737          |
| Verizon Arena            | North Little Rock                                            | 14,119 / 15,325 (92%)  | $969,281            |
| United Center            | Chicago                                                      | 16,600 / 16,600 (100%) | $1,148,500          |
| Scottrade Center         | St. Louis                                                    | 13,982 / 15,205 (92%)  | $982,909            |
| Target Center            | Minneapolis                                                  | 14,966 / 15,867 (94%)  | $1,022,257          |
| Freedom Hall Coliseum    | Louisville                                                   | 13,526 / 16,062 (84%)  | $851,635            |
| Rupp Arena               | Lexington                                                    | 15,774 / 18,210 (87%)  | $976,313            |
| Verizon Center           | Washington, DC                                               | 15,846 / 15,846 (100%) | $1,071,917          |
| Wachovia Center          | Philadelphia                                                 | 17,153 / 17,153 (100%) | $1,209,364          |
| Bryce Jordan Center      | University Park                                              | 12,901 / 12,901 (100%) | $932,270            |
| Prudential Center        | Newark (Nova Jérsia)\|align="center"\|30,416 / 30,416 (100%) | $2,090,972             |                     |
| TD Garden                | Boston                                                       | 14,981 / 14,981 (100%) | $1,111,590          |
| XL Center                | Hartford                                                     | 13,824 / 13,824 (100%) | $1,000,448          |
| Quicken Loans Arena      | Cleveland                                                    | 15,774 / 16,567 (95%)  | $1,072,833          |
| Conseco Fieldhouse       | Indianapolis                                                 | 14,920 / 14,920 (100%) | $1,018,200          |
| Nassau Coliseum          | Uniondale                                                    | 29,277 / 29,277 (100%) | $2,002,982          |
| Greensboro Coliseum      | Greensboro                                                   | 17,597 / 17,597 (100%) | $1,182,082          |
| Time Warner Cable Arena  | Charlotte                                                    | 15,553 / 15,553 (100%) | $1,048,004          |
| Sommet Center            | Nashville                                                    | 14,692 / 14,692 (100%) | $1,040,794          |
| Colonial Life Arena      | Columbia                                                     | 14,557 / 14,557 (100%) | $1,018,682          |
| Philips Arena            | Atlanta                                                      | 15,000 / 15,000 (100%) | $1,041,720          |
| St. Pete Times Forum     | Tampa                                                        | 14,730 / 14,730 (100%) | $1,035,875          |
| American Airlines Arena  | Miami                                                        | 15,819 / 15,819 (100%) | $1,098,931          |
| The O2 Arena             | Londres                                                      | 80,679 / 80,679 (100%) | $11,081,900         |
| The O2                   | Dublin                                                       | 17,495 / 17,495 (100%) | $3,134,370          |
| LG Arena                 | Birmingham                                                   | 25,635 / 25,635(100%)  | $3,494,140          |
| Evening News Arena       | Manchester                                                   | 32,926 / 32,926 (100%) | $4,268,120          |
| Rock In Rio Lisboa       | Lisboa                                                       | 88,000 / 88,000 (100%) | $5,280,000          |
| ----                     | TOTAL                                                        | 795,508                | $71,959,793         |

### Incidente
No show de Salt Lake City, durante a música "7 Things", Miley Passou mal e foi para trás do palco ter atendimento médico,  alegando forte dor na garganta e falta de ar. Ela voltou apenas 15 minutos depois, quando se sentia melhor. Ela agradeceu ao apelo dos fãs por melhoras e segundo ela, foi o que a motivou a continuar o show. Para compensar o tempo perdido, foram retiradas do show as músicas "Kicking and Screaming" e "Wake Up America".

### Acidente
No dia 20 de novembro de 2009, um ônibus da turnê de Miley Cyrus virou e caiu, com dez pessoas a bordo. Uma pessoa e o motorista do ônibus, morreram durante o ancidente. Miley Cyrus não estava no ônibus no momento. A música "The Climb", durante a apresentação do dia 22 de novembro de 2009 em Birmingham, Reino Unido, foi dedicado ao "Tio Bill", William Douglas, o motorista do ônibus que morreu. Um pacote de vídeo destaque da vida de William, com duas telas de memorial de cada lado, foram inseridos na canção final.

### Trace Cyrus
Tendo sua estreia iniciada no concerto em 10 de outubro, em Milwaukee, no Bradley Center. Ao invés de ser cantada a música "Wake Up America", começa a ser cantada a música "Hovering", um dueto com Trace, do grupo Metro Station.

### Mudança de Datas
Devido Miley estar doente da garganta, três shows da turnê foram adiados. O primeiro, marcado para o dia 2 de outubro, no Qwest Center, em Omaha, foi remarcado para 13 de outubro. O segundo, que seria no dia 3 de outubro, no Sprint Center, no Kansas, foi remarcado para 17 de outubro. O terceiro, que seria no dia 4 de outubro, no Scottrade Center, em St. Louis, foi remarcado para 28 de outubro.

### Nomes de Músicas
No shows na Inglaterra, a música "Party In The U.S.A.", foi chamada de "Party In The South U.K.".

### Audiência
Foi durante esta turnê que Miley realizou um show com o seu maior público até agora. Isto aconteceu no show em Lisboa, no Rock in Lisboa, onde ela se apresentou para 88 mil pessoas.

## Galeria

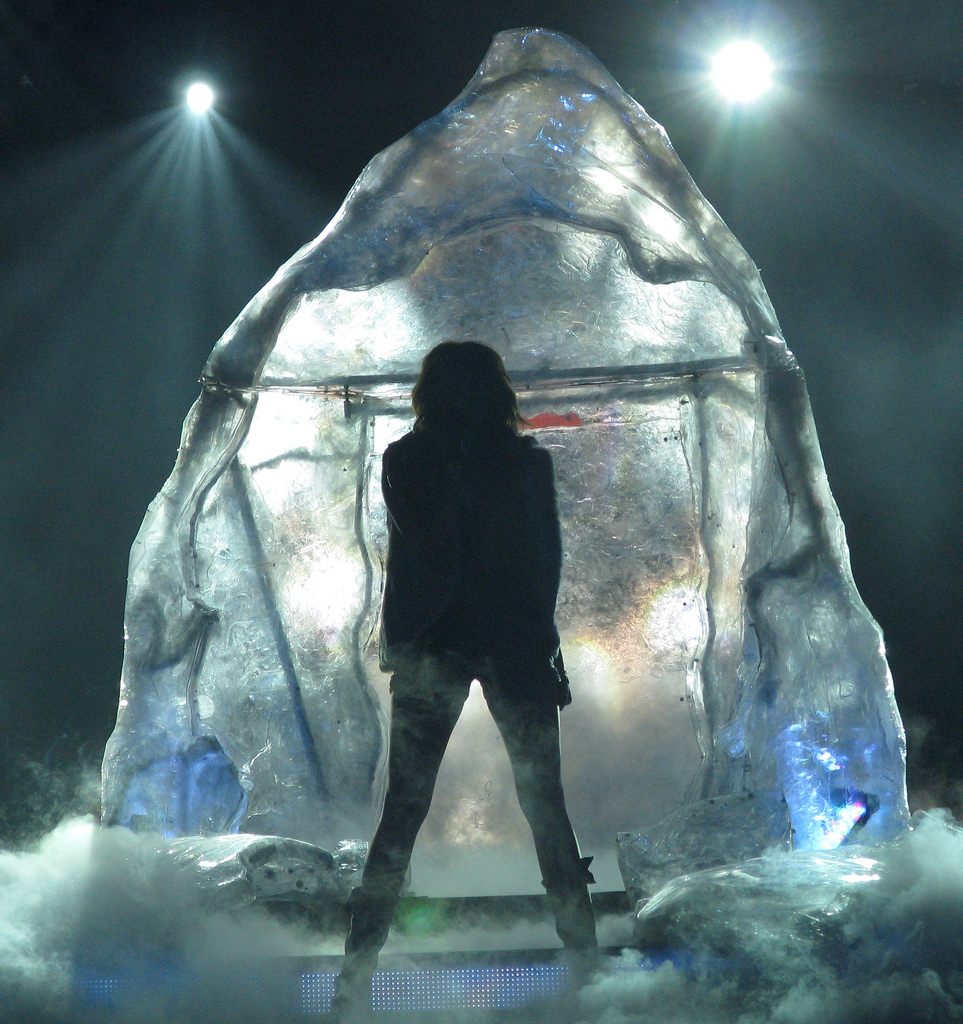
Abertura do show
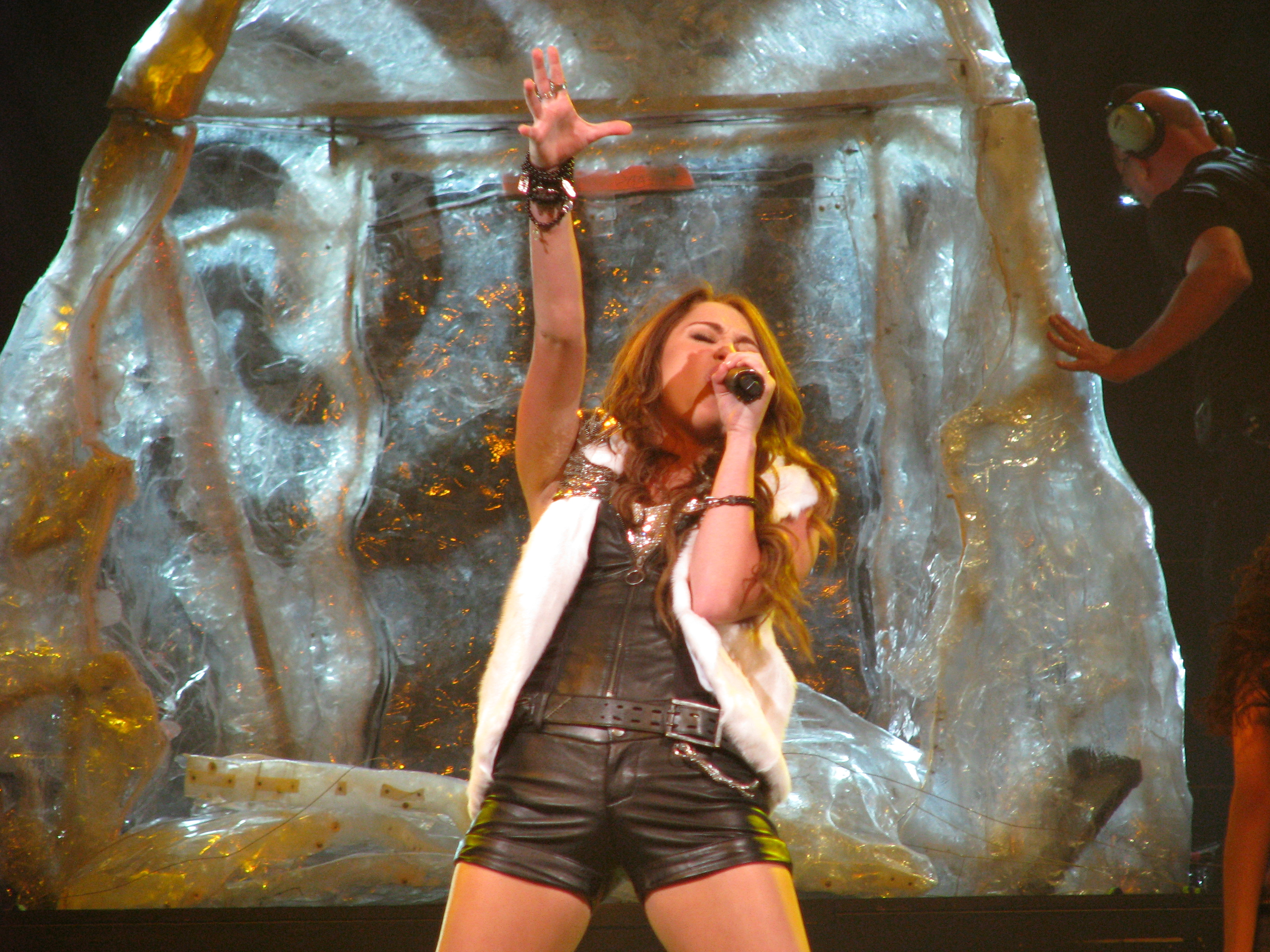
"Breakout"
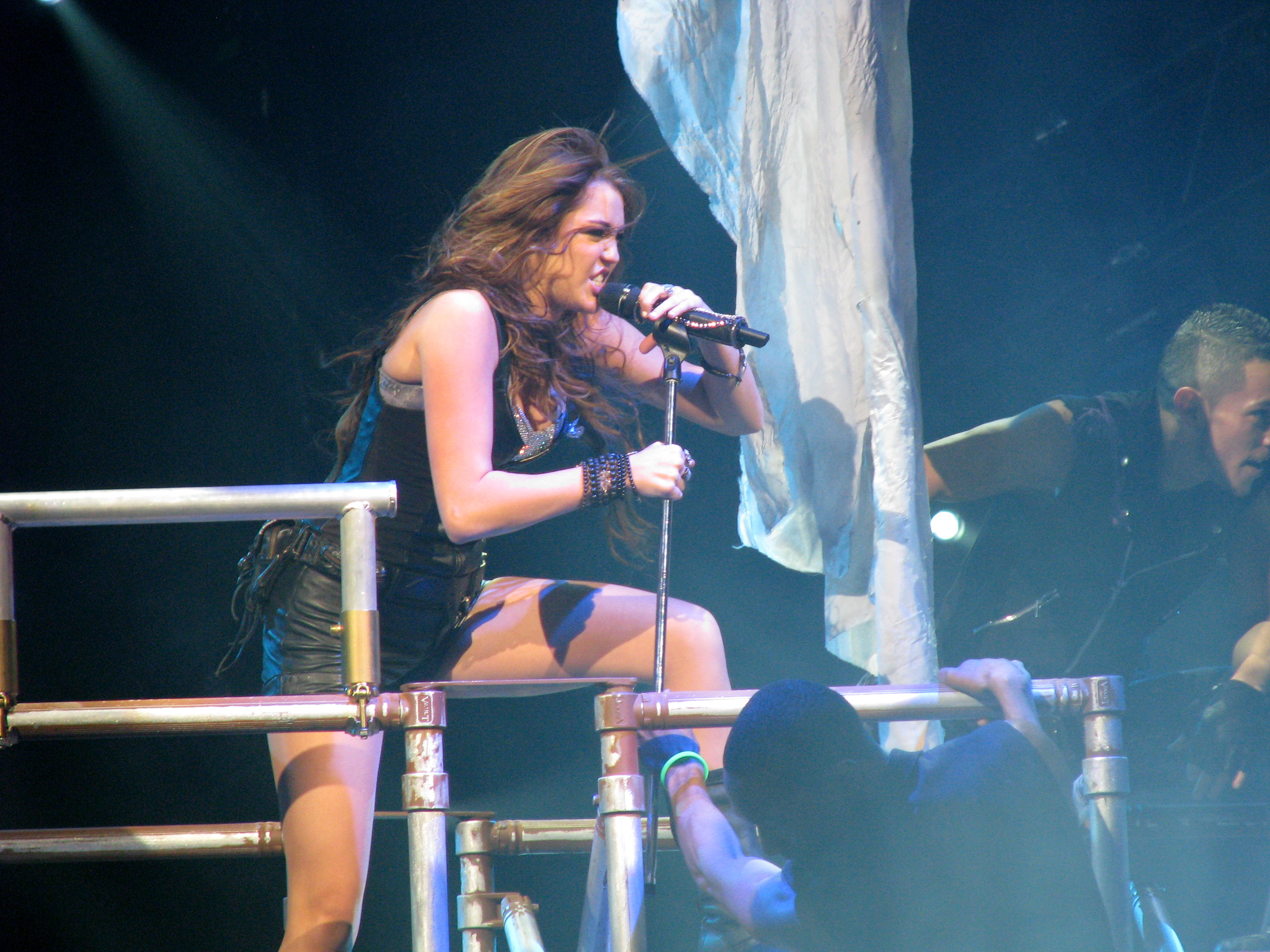
Cyrus cantando "Start All Over" em cima de andaimes
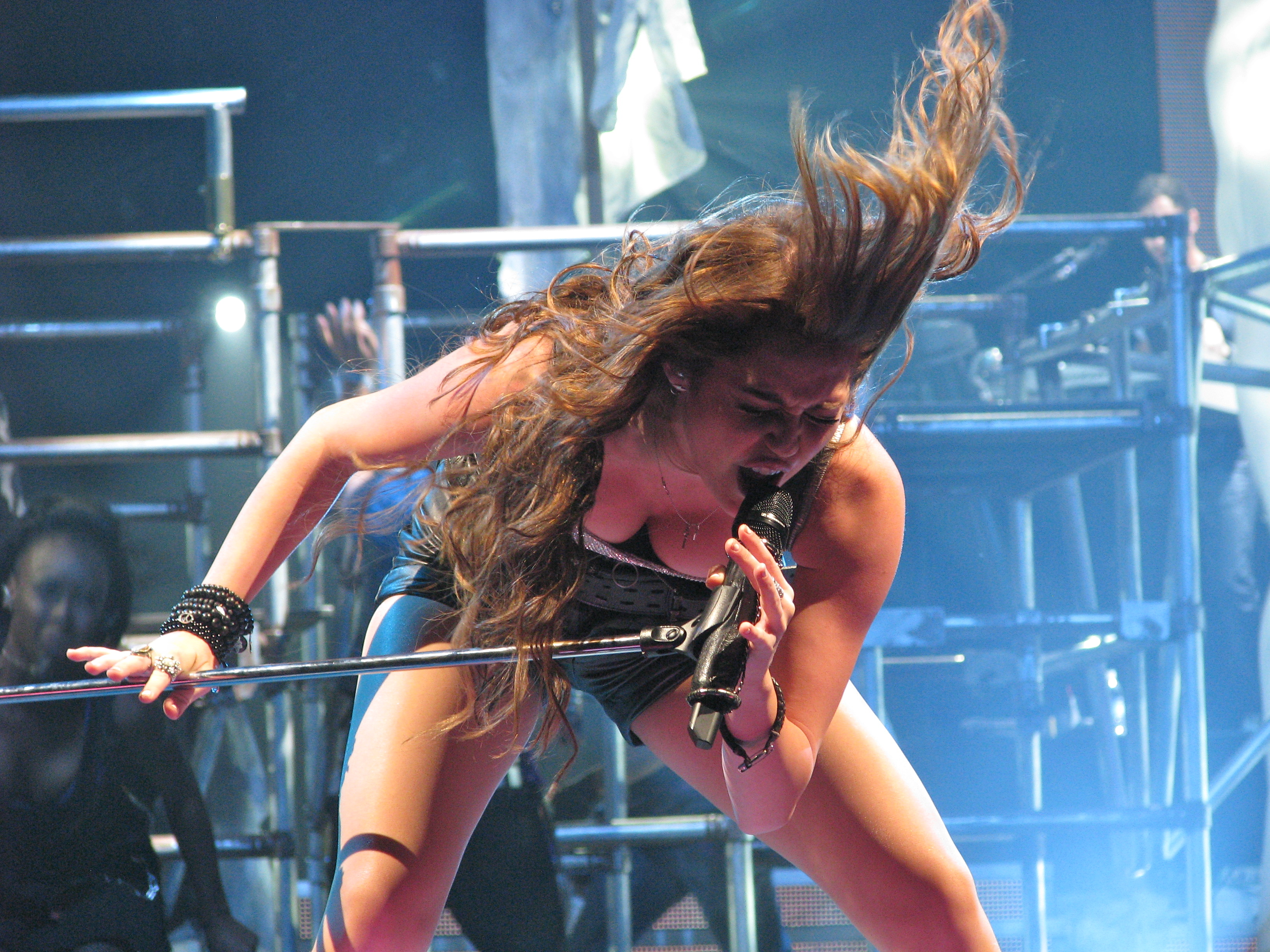
"Start All Over"
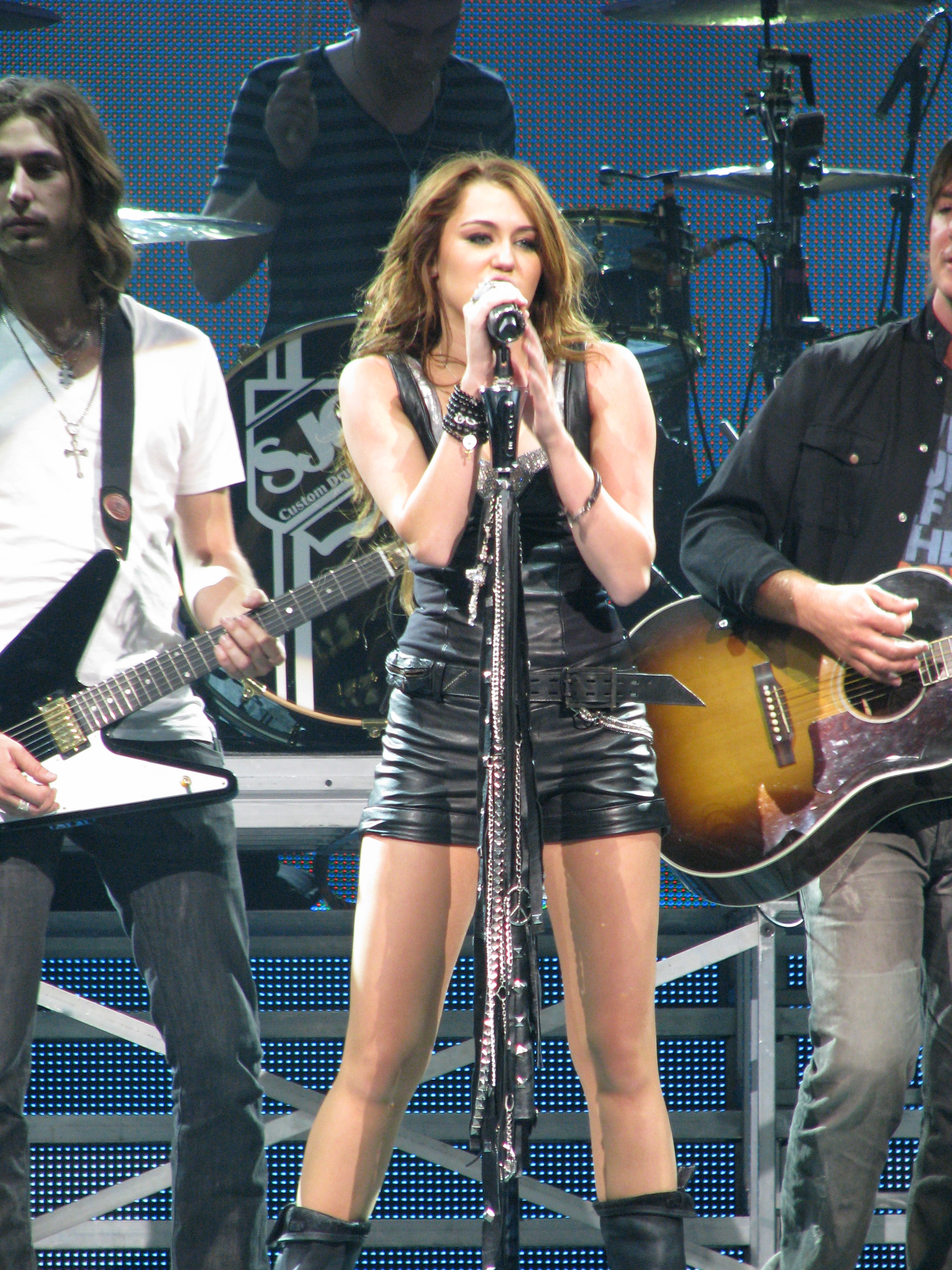
"7 Things"
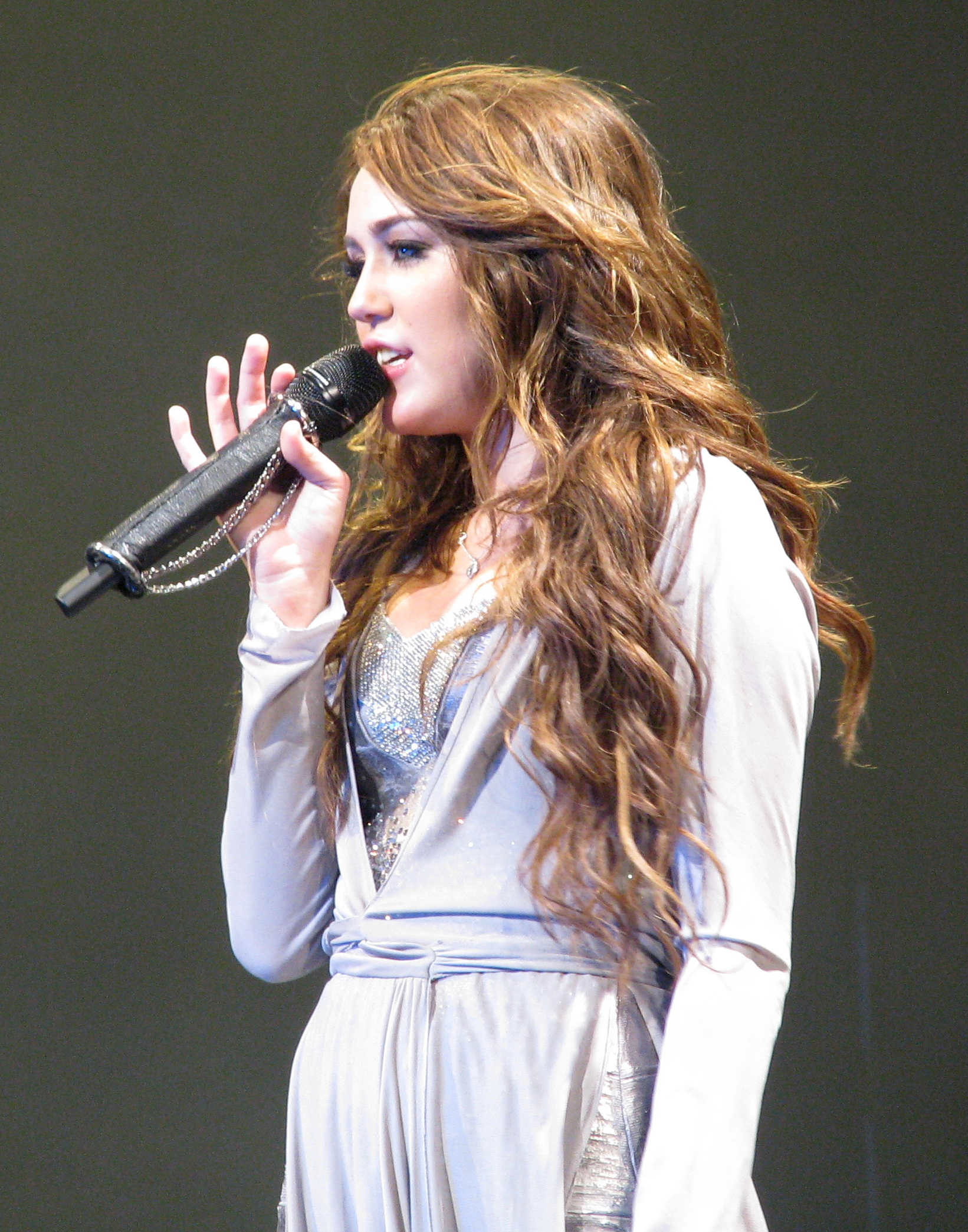
"Bottom of the Ocean"
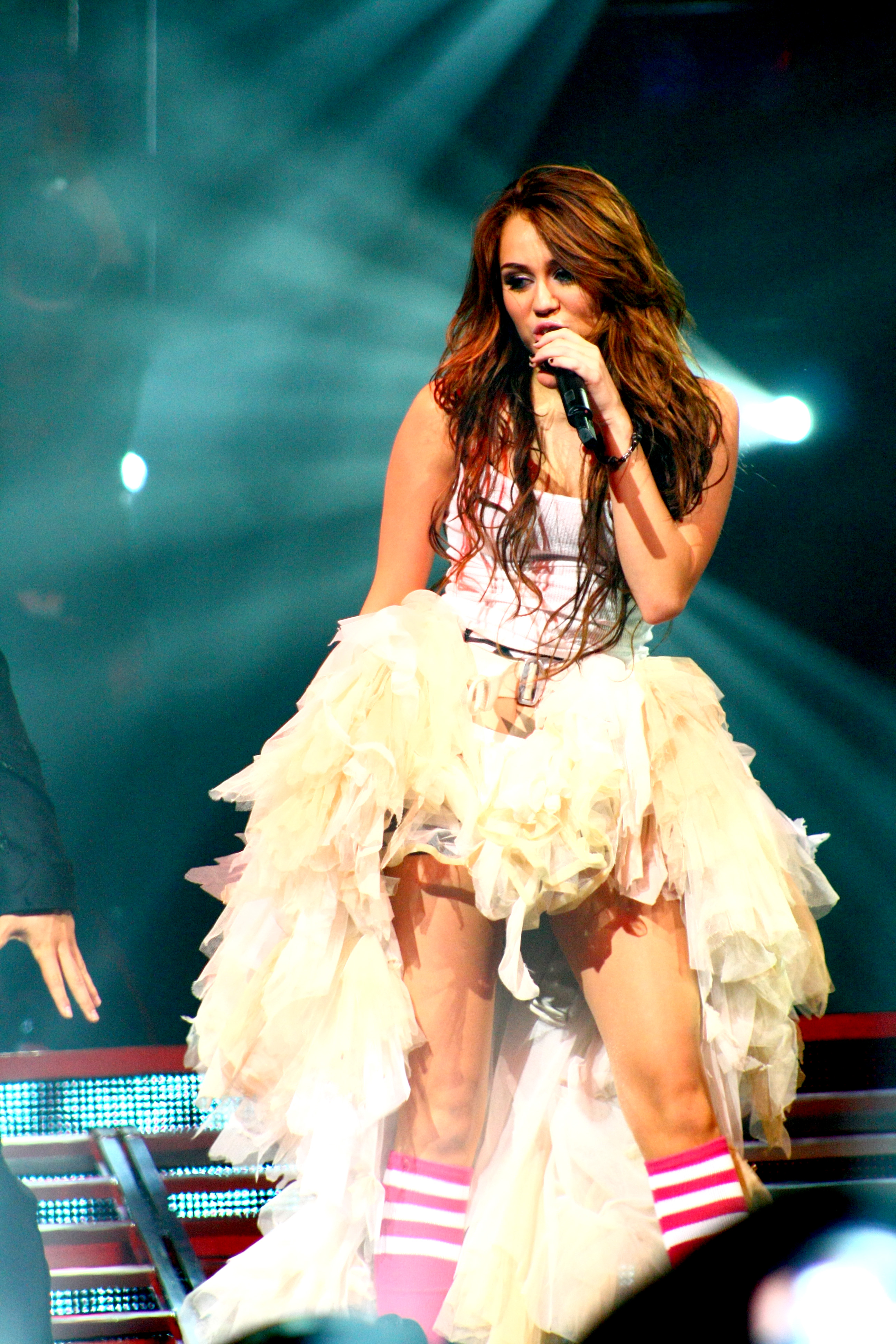
"Fly on the Wall"
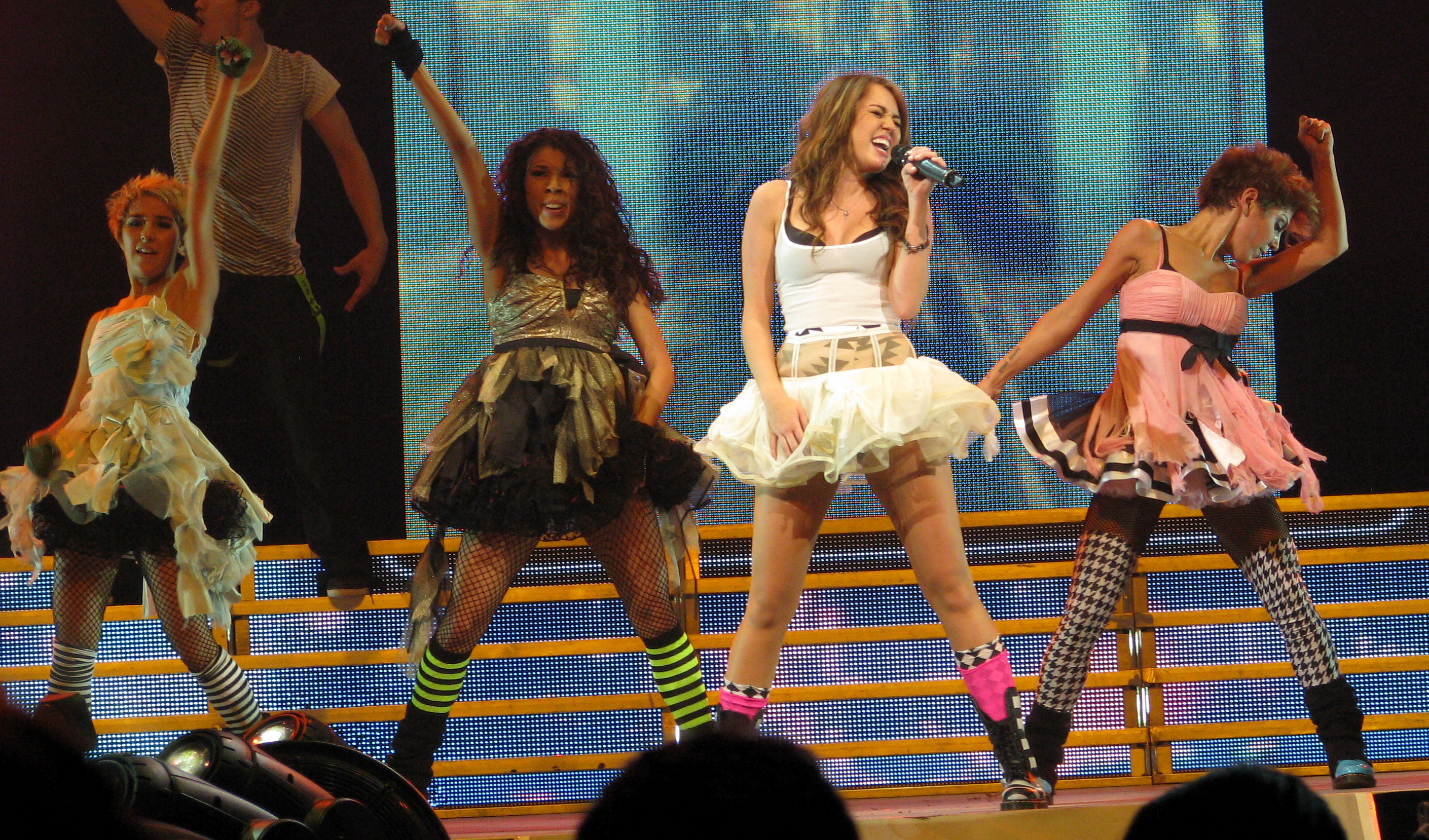
"Let's Get Crazy"
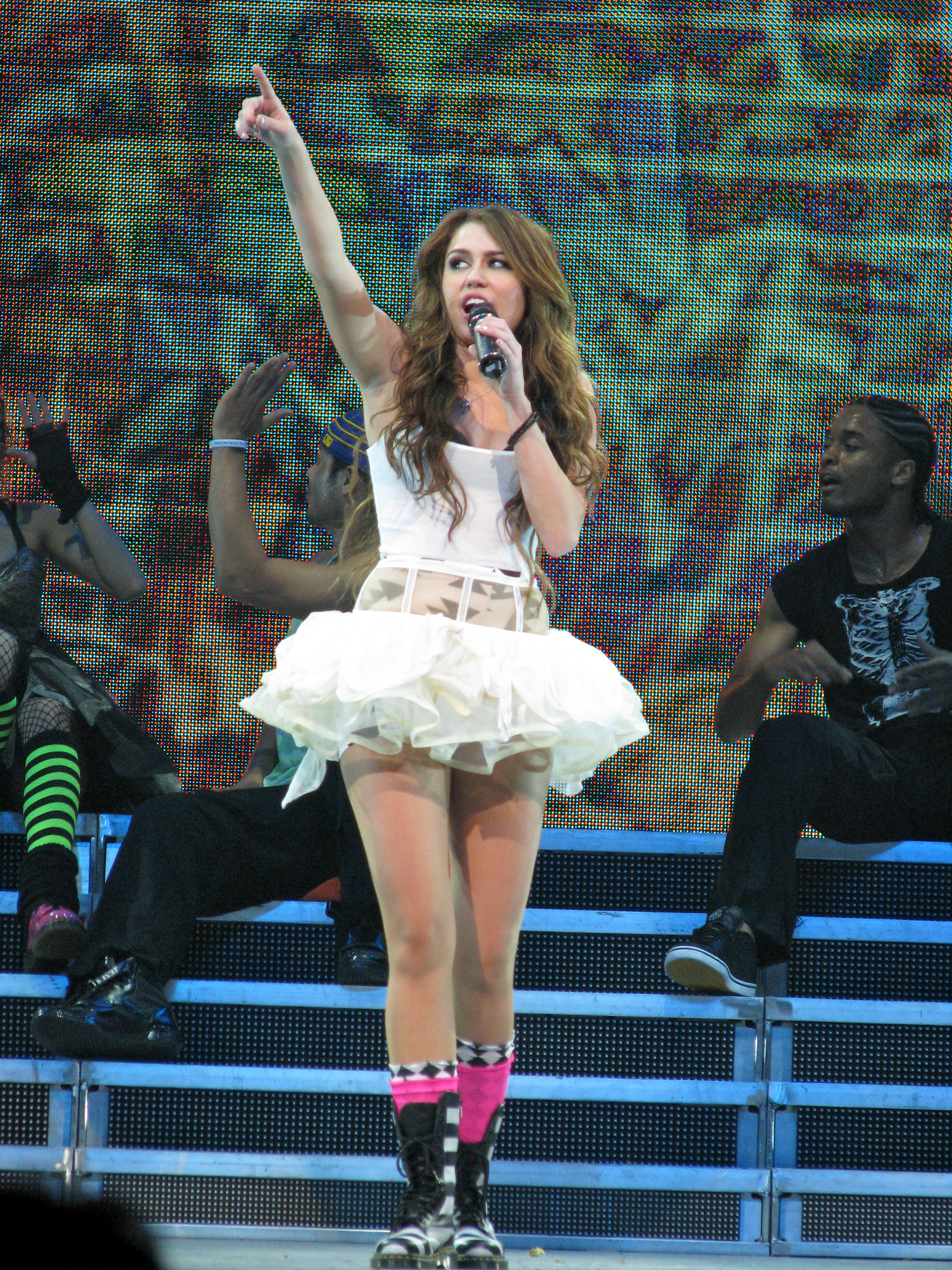
"Hoedown Throwdown"
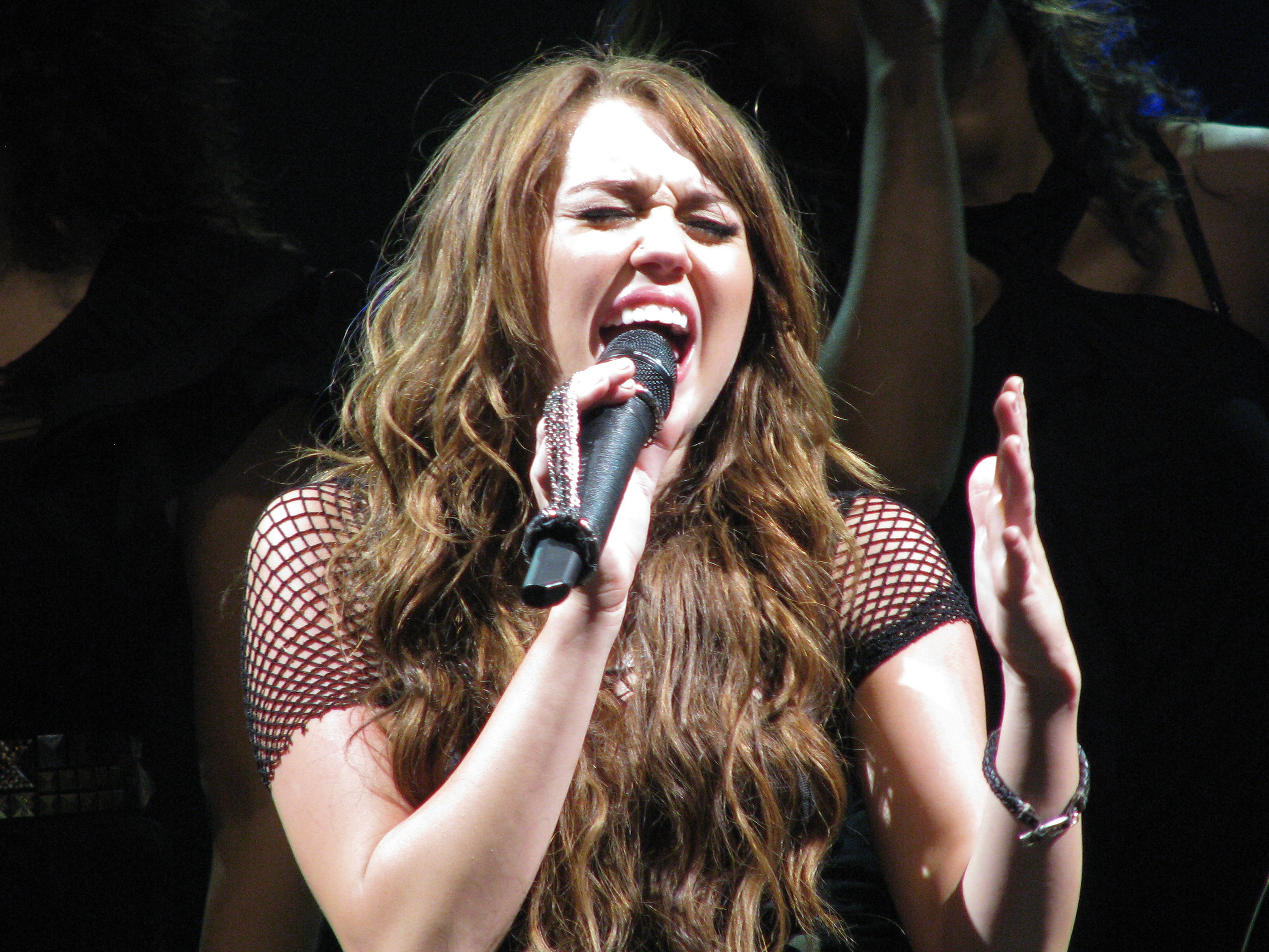
"These Four Walls"
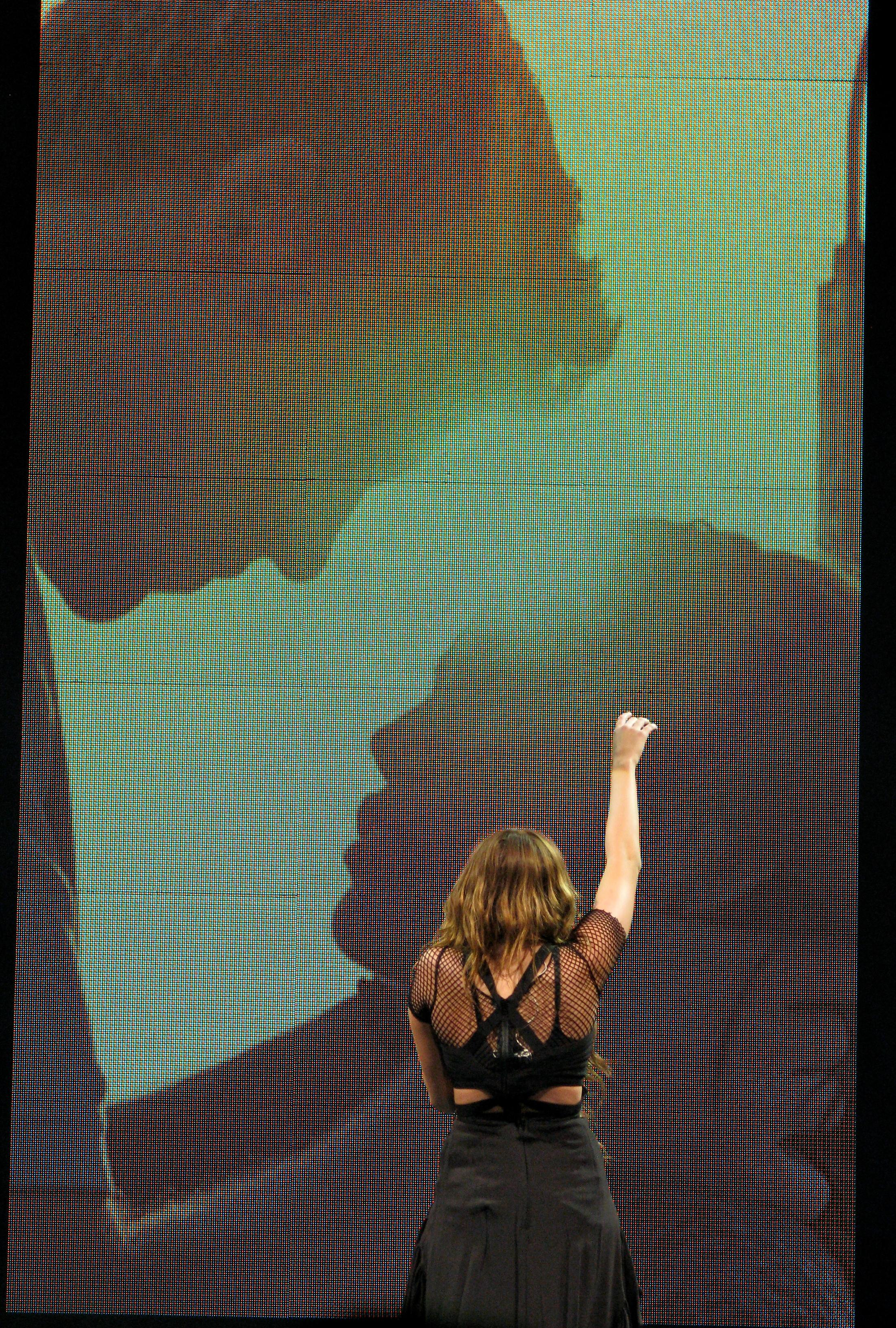
"When I Look at You"
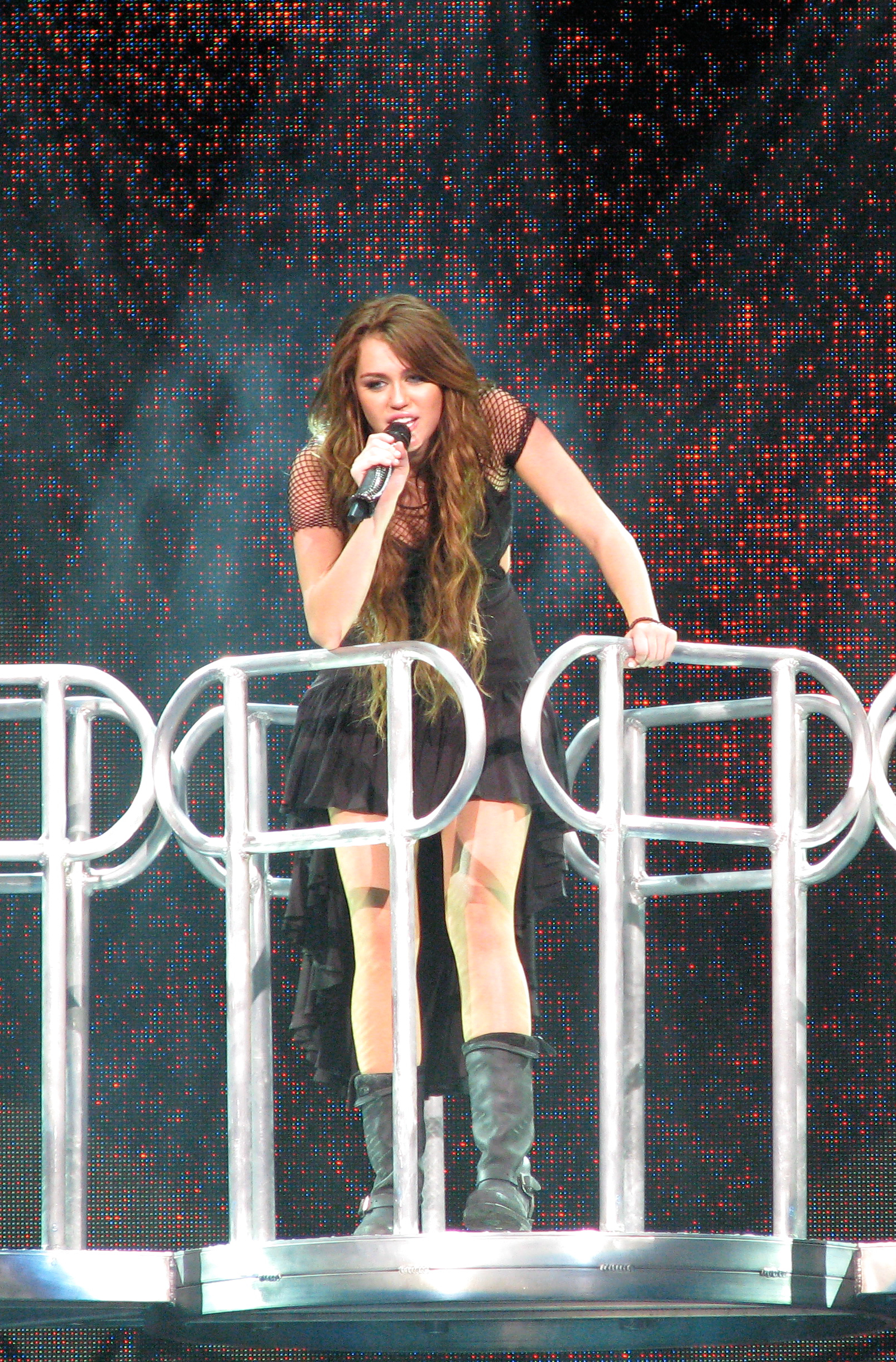
"Obsessed"
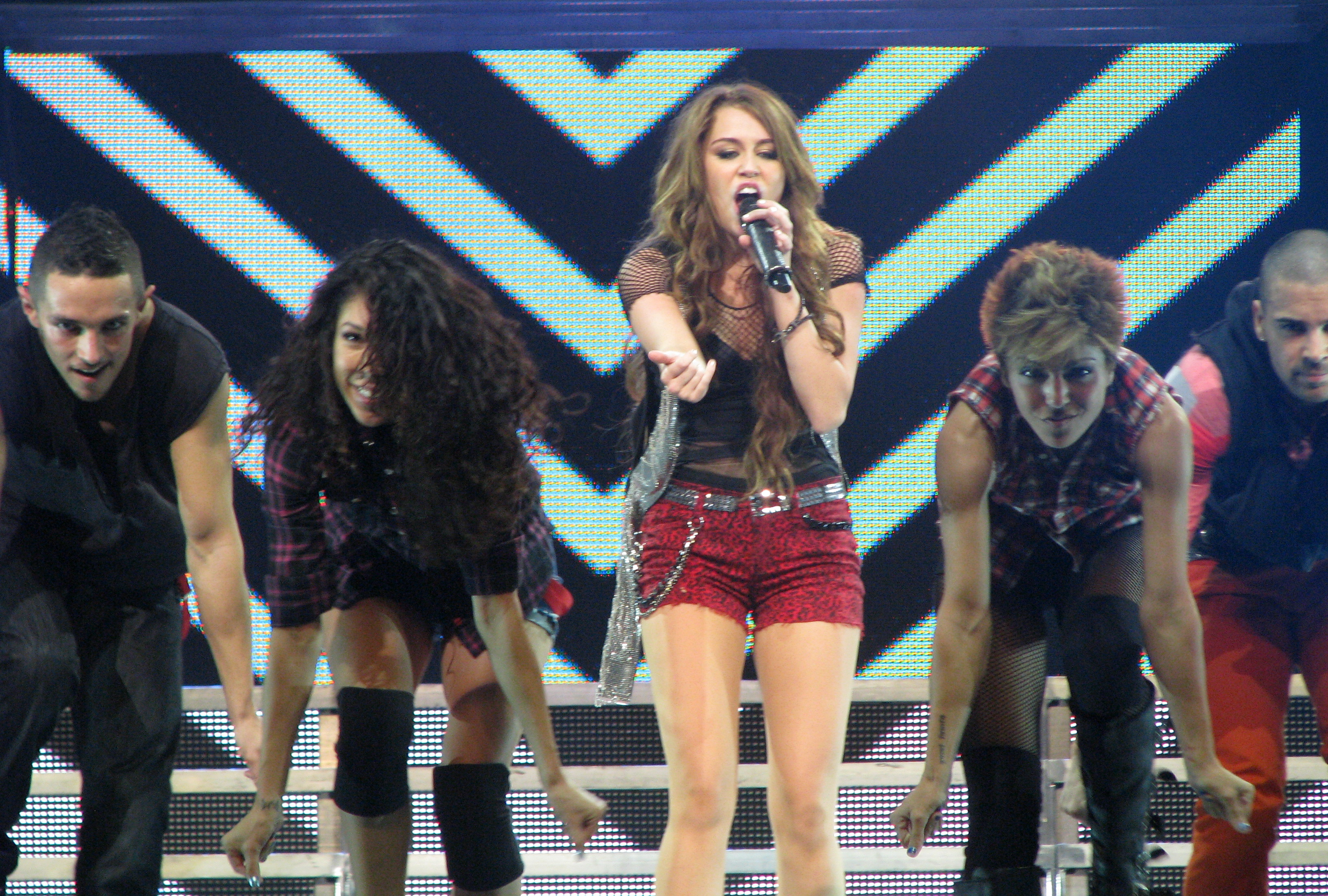
"Spotlight"
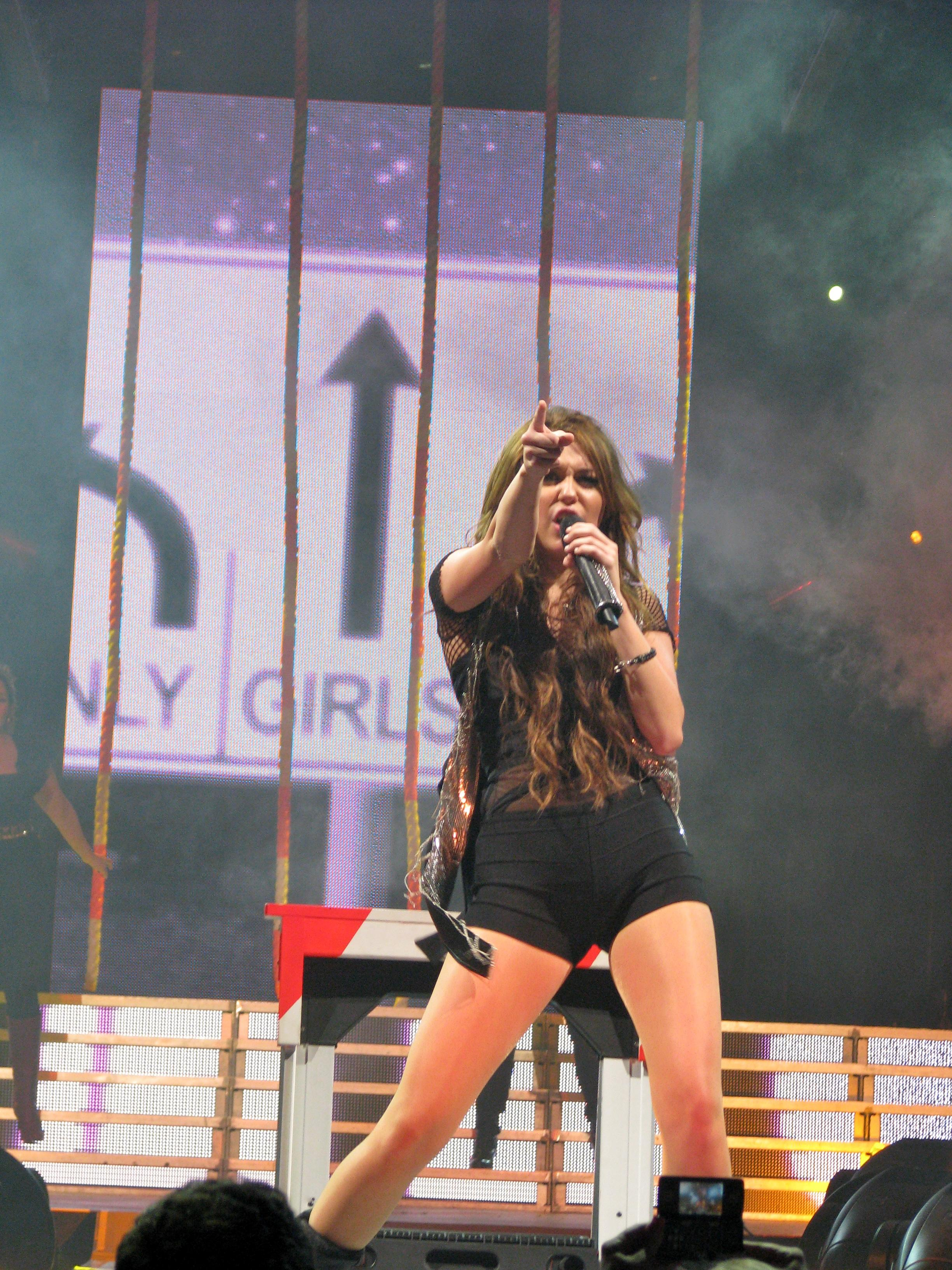
"G.N.O. (Girls Night Out)"
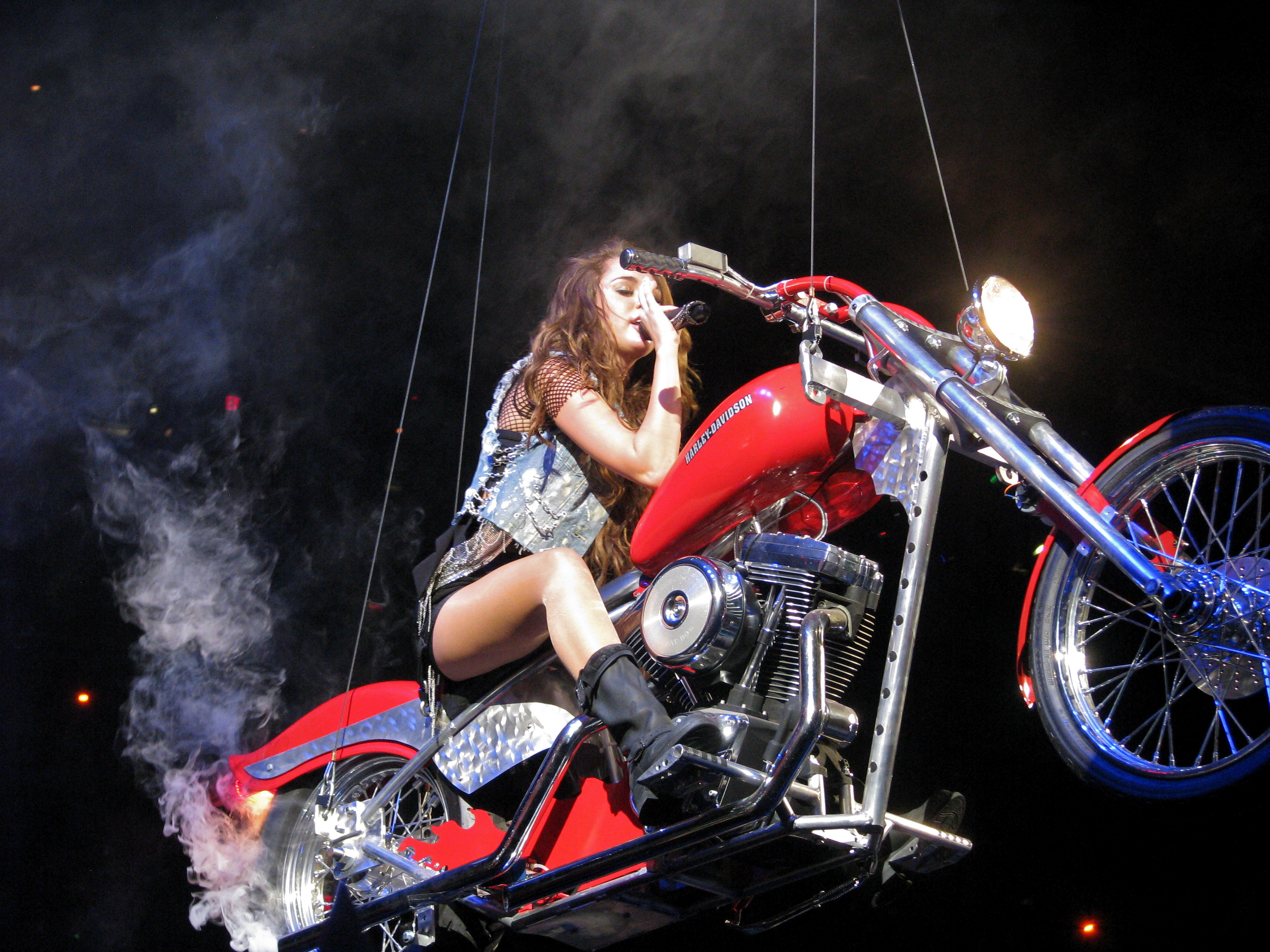
"I Love Rock 'n Roll"
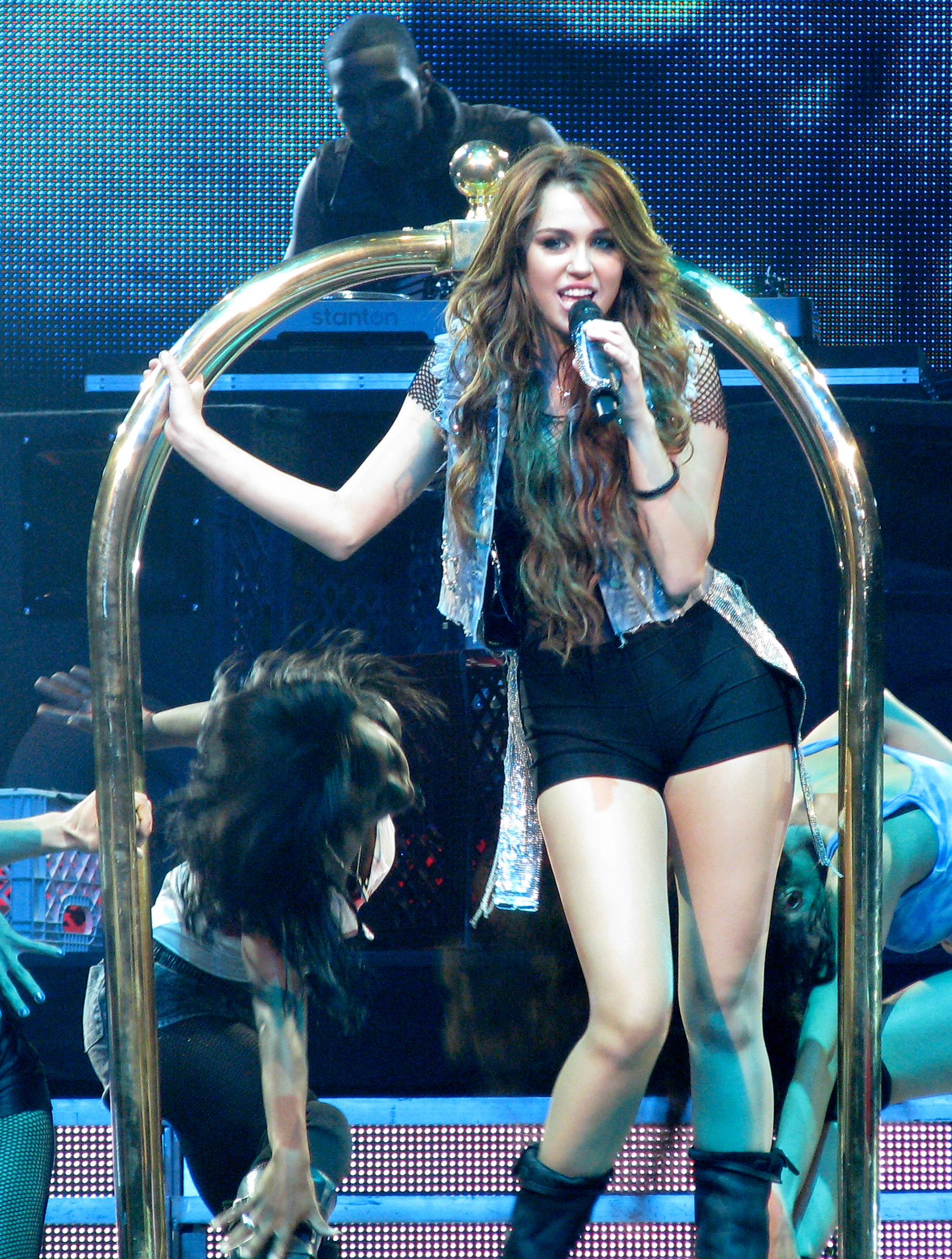
"Party in the U.S.A."
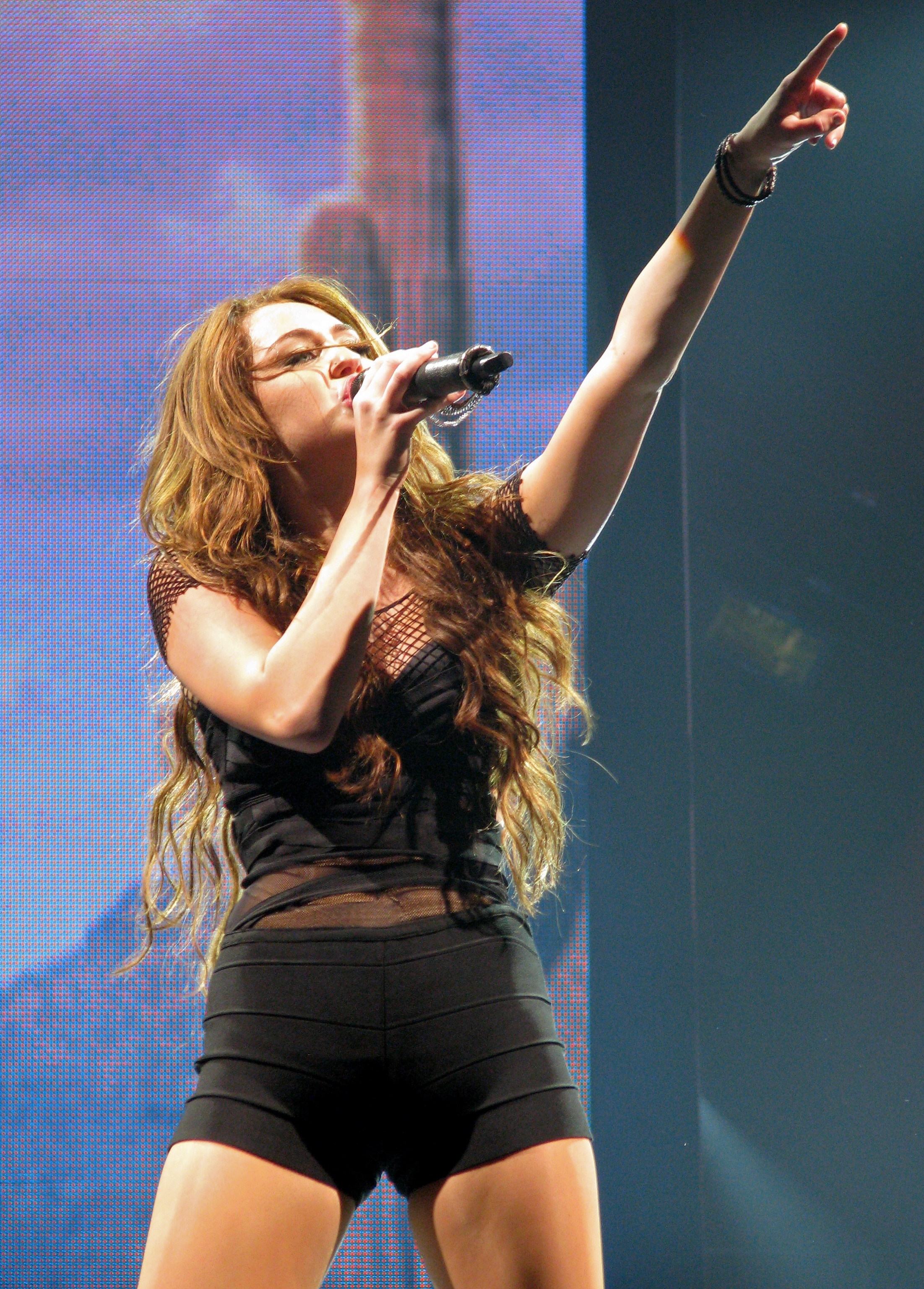
"Wake Up America"
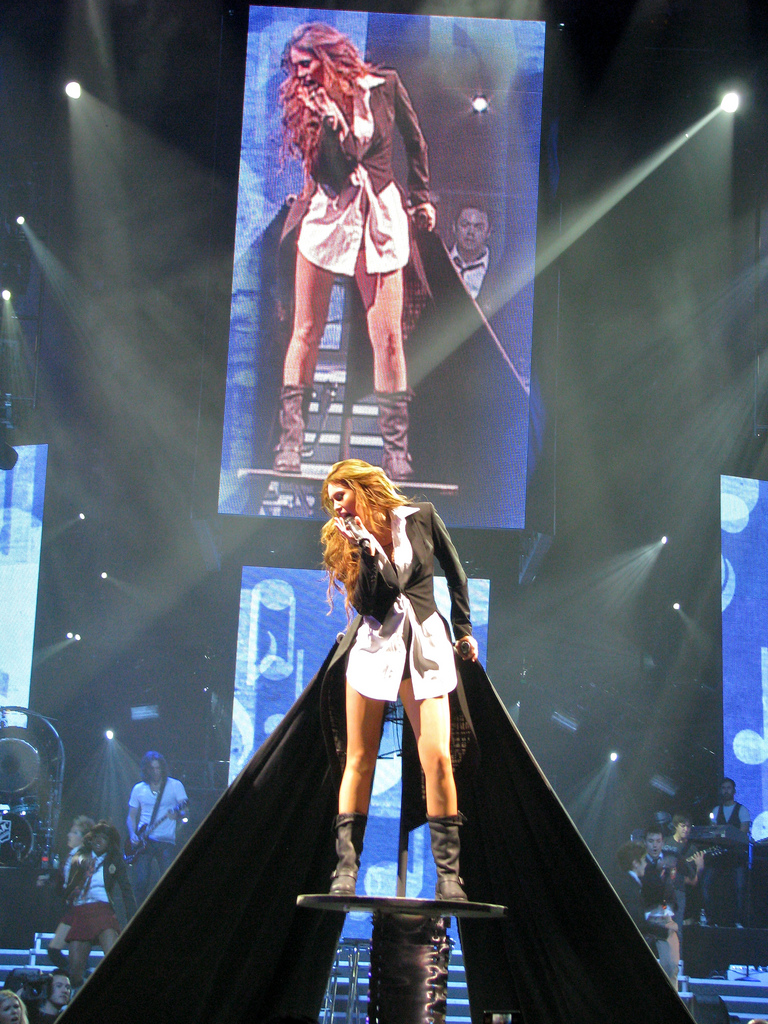
"Simple Song"
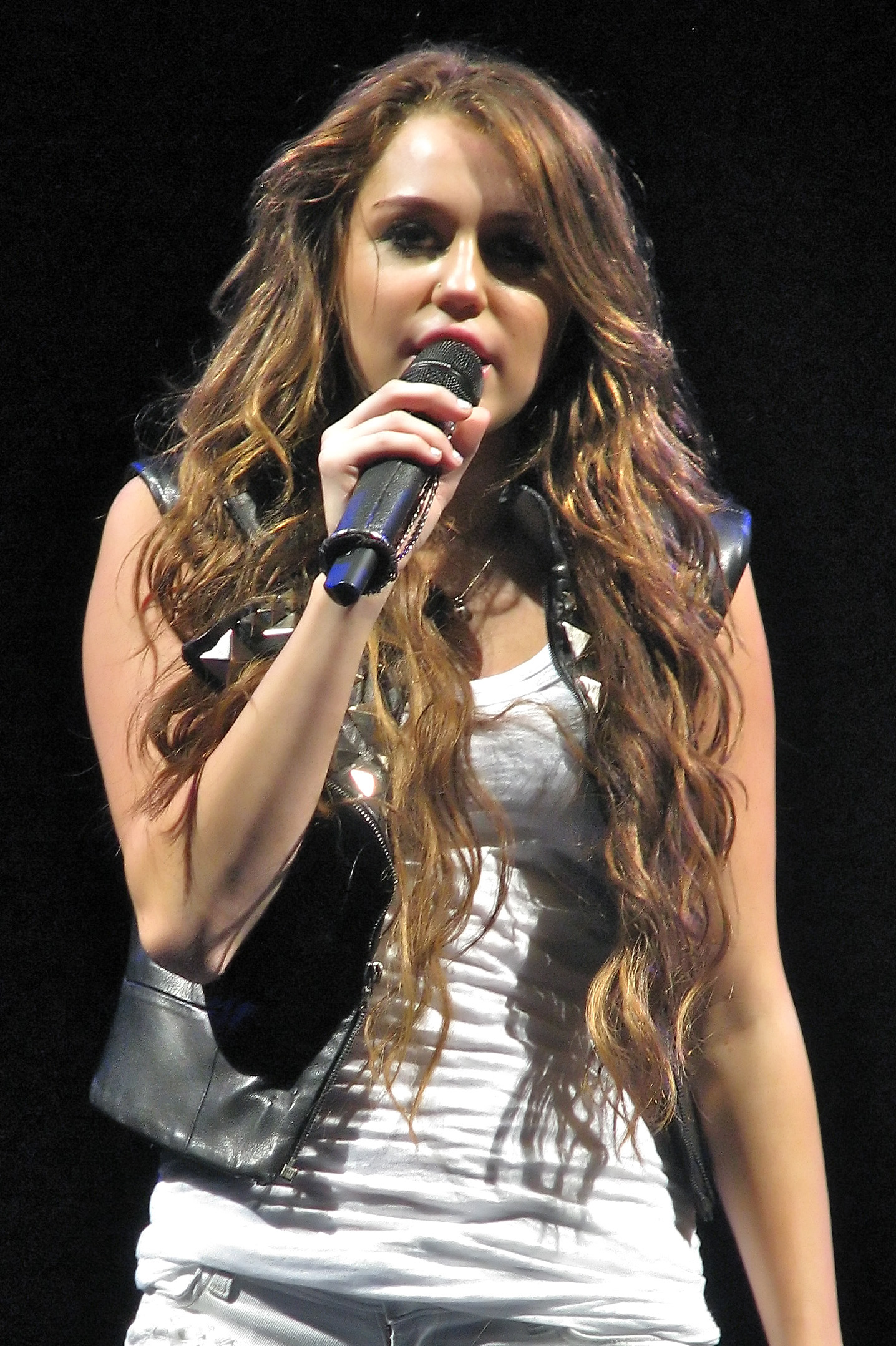
"See You Again"
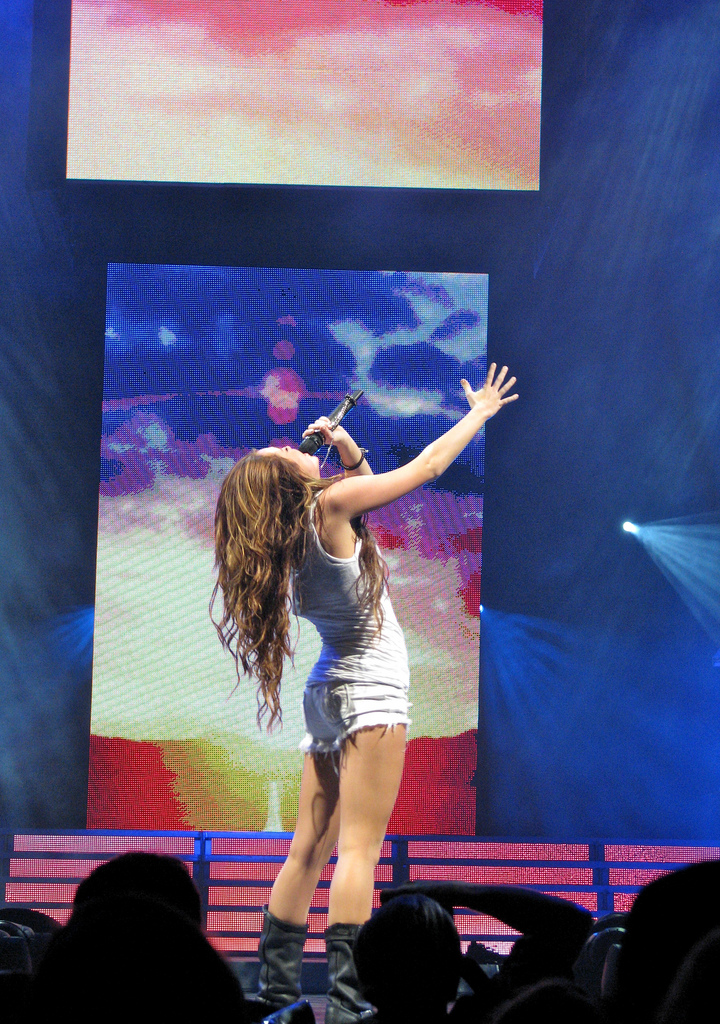
"The Climb"